# 내림표
내림표 또는 플랫(Flat)은 음악의 기보법에서 변화표 중 하나로, 음을 반음 내리는 것을 뜻하는 기호이며 ♭로 표시한다. 올림표 (♯)와 서로 반대되는 기호이다.
내림표는 소문자 비 (b)를 둥글게 쓴 것에서 유래되었다. 고대에 한 키 내린 B음을 나타내기 위해 그렇게 표시한 것이다. 그러다 세월이 흘러 다른 위치의 음표에 붙어도 그 해당 원음을 한 키 내리는 기호가 되었다.

## 예시
조표나 임시표로 쓰일 수 있다. 예를 들어, 아래는 세 개의 내림표 (내림마장조 또는 다단조를 나타냄)가 조표로 표기되어 있고 D♭ 음표에는 내림표가 임시표로 표기되어 있다.
일반적인 음률인 12 평균율에서 C♭음은 B음과, F♭은 E와 완전히 동일하다. 다만, 다른 음률에서는 일반적으로 이명동음 관계가 기존 12 평균율과 다르다.

## 관련 기호
겹내림표 혹은 더블 플랫(Double flat) (𝄫)은 음악의 기보법에서 변화표 중 하나로 음을 반음 두 개만큼 내린다. 즉, 온음만큼 내리는 것과 같다.
반내림표 혹은 하프 플랫(Half flat) 혹은 데미 플랫(Demiflat) (, 𝄳 혹은 )은 음을 반음의 1/2만큼 내린다. 즉, 온음의 1/4, 사분음만큼 내리는 것과 같다. , 𝄳 혹은 로 표기한다. 3/2 내림표, 세반내림표, 플랫 앤 하프(Flat-and-a-half) 혹은 세스퀴플랫(Sesquiflat), ()은 반음의 3/2만큼 내린다. 즉, 온음의 3/4, 세 개의 사분음 만큼 내리는 것과 같다. 로 표기한다. 3/4음 내림표 혹은 쓰리 쿼터 톤 플랫(Three-quarter-tone flat)이라고도 한다.
매우 드물지만 세겹내림표 혹은 트리플 플랫(Triple Flat) (♭𝄫 혹은 𝄫♭)도 등장할 수 있다. 이는 음을 반음 세 개만큼 내린다. 즉, 온음과 반음만큼 내리는 것과 같다. 예를 들어, B♭𝄫은 A♭과 서로 이명동음 관계다.
이 옵션은 더 나아간 다중 내림표를 허용하지만 문헌에는 몇 가지 예만 등장해 있으며 실제적인 한계는 일반적으로 (바로 위의) 세겹내림표이다. 한편, 53 평균율 등을 비롯한 다른 음률 체계에서는 네겹내림표 혹은 쿼드러플 플랫(Quadruple flat) (𝄫𝄫) 이상이 필요할 수 있다. 가령 네겹내림표 혹은 쿼트러플 플랫은 𝄫𝄫로 표기되며 원음에서 기존 단일 내림표의 네 배만큼 내린다.

## 조표
내림표나 올림표가 조표로 사용될 경우에는 기본적으로 음자리표의 오른쪽에 한 개 이상을 써서 조를 나타낸다.
조표로 사용될 경우, 임시표와는 달리 기본적으로 마디와 옥타브에 관계없이 효력이 적용된다. 도중에 조표가 바뀌거나 제자리표 (♮) 혹은 올림표 (♯)등 다른 변화표의 효력을 받는 경우가 아닌 이상 마디와 옥타브에 관계없이 효력이 계속 적용된다.
조표에는 기본적으로 다음과 같이 적용된다. 내림표가 1개인 장조 음계는 바장조다. 내림 조표의 모든 스케일에서 장음계의 으뜸음은 마지막 기호의 완전 4도 아래 혹은 완전 5도 위이며, 단음계의 으뜸음은 마지막 기호의 장3도 위이다.
내림표가 두 개 이상인 경우 장조의 으뜸음은 조표의 마지막에서 두 번째 기호의 음이다. 가령 4개의 내림표로 구성된 장조 (B♭ E♭ A♭ D♭)일 경우 마지막에서 두 번째 플랫은 A♭으로, 이는 A♭ 장조 (즉, 내림가장조)를 나타낸다. 각각의 새로운 음계는 이전 음계보다 5도 아래 (또는 4도 위)에서 시작된다.
| 장조                 | 내림표의 개수 | 내림표가 붙는 음           | 단조                 |
| -------------------- | ------------- | -------------------------- | -------------------- |
| 다장조 (C 장조)      | 0             | –                          | 가단조 (A 단조)      |
| 바장조 (F 장조)      | 1             | B♭                         | 라단조 (D 단조)      |
| 내림나장조 (B♭ 장조) | 2             | B♭, E♭                     | 사단조 (G 단조)      |
| 내림마장조 (E♭ 장조) | 3             | B♭, E♭, A♭                 | 다단조 (C 단조)      |
| 내림가장조 (A♭ 장조) | 4             | B♭, E♭, A♭, D♭             | 바단조 (F 단조)      |
| 내림라장조 (D♭ 장조) | 5             | B♭, E♭, A♭, D♭, G♭         | 내림나단조 (B♭ 단조) |
| 내림사장조 (G♭ 장조) | 6             | B♭, E♭, A♭, D♭, G♭, C♭     | 내림마단조 (E♭ 단조) |
| 내림다장조 (C♭ 장조) | 7             | B♭, E♭, A♭, D♭, G♭, C♭, F♭ | 내림가단조 (A♭ 단조) |

조표 표기법에서 내림표의 순서는 B♭, E♭, A♭, D♭, G♭, C♭, F♭이다. 내림표가 올림표가 없는 상태의 다장조에서 첫 번째 내림표 (B♭)를 추가하면 바장조를 나타내고, 다음 내림표 (E♭)를 추가하면 내림나장조를 나타내며 즉, 5도권 순환으로 이어진다.
일부 조성은 화성학적으로 동등한 조성, 즉 이명동조로 대체 표기할 수 있다. 예를들어 12 평균율에서는 내림표가 7개 있는 내림다장조는 이명동조로 올림표가 5개 있는 나장조가 있으며 대체 표기할 수도 있다.
그리고 조표에 B𝄫, E𝄫, A𝄫, D𝄫, G𝄫, C𝄫, F𝄫 처럼 겹내림표가 포함되는 내림바장조 (F♭ 장조) → 겹내림나장조 (B𝄫 장조) → 겹내림마장조 (E𝄫 장조) → 겹내림가장조 (A𝄫 장조) → 겹내림라장조  (D𝄫 장조) → 겹내림사장조 (G𝄫 장조) → 겹내림다장조 (C𝄫 장조)처럼 내림표 조성이 더더욱 확장될 수도 있다. 이 원리는 올림표 조에도 비슷하게 적용될 수 있다.

## 임시표
내림표가 임시표로 쓰일 때에는 음표 머리의 왼쪽에 쓴다.
임시표로 사용될 경우 그 보표와 마디와 옥타브 내에서 내림표 이후의 해당 음에 적용된다. 다만, 조표와는 달리 음이름은 같지만 마디나 옥타브만 다른 음에는 적용되지 않는다. 그리고 항상 변화되지 않은 원래의 음을 기준으로 읽는다.
같은 보표와 마디와 옥타브 내에서 임시표로 쓰인 내림표의 효력을 없애려면 제자리표 (♮), 올림표 (♯) 등의 다른 변화표를 사용한다.

## 유니코드
컴퓨터에서 내림표 및 여러 변형을 표현하는 문자 코드는 다음과 같다.
유니코드 문자 ♭ (U+266D)는 Miscellaneous Symbols 블록에서 찾을 수 있다. HTML 엔티티는 &#9837;이다. 할당된 다른 내림표는 다음과 같다.
- U+1D12B 𝄫 musical symbol double flat (HTML: &#119083;)
- U+1D133 𝄳 musical symbol quarter tone flat (HTML: &#119091;)

## 다른 표기법과 사용
- 'B' (로마자 비)의 소문자인 'b'는 내림표 (♭)와 모습이 비슷하지만 서로 다른 기호다.
- 겹내림표가 붙은 음을 기본 내림표가 붙은 음으로 올릴 때 ♮♭ 혹은 ♭♮처럼 내림표 옆에 제자리표를 쓰는 관습이 있었으나 최근 들어서는 생략할 수도 있게 되었다. 그리고 ♮♭는 올림표에서 내림표로 바꿀 때 쓰이기도 한다.[출처 필요]

- 존 스텀프의 'Prelude and the Last Hope'에서는 조표에 겹내림표가 쓰인 예가 있다.[4]

- 𝄫 기호가 지원되지 않는 환경 혹은 특정 텍스트 표기 등에선 겹내림표를 ♭♭ 혹은 두 개의 소문자 b (bb) 등으로 표기할 수도 있다. 이와 마찬가지로, 세겹내림표도 ♭♭♭ 등으로 표기할 수 있다.[출처 필요]
- 혹은 𝄳 기호가 지원되지 않는 환경 혹은 특정 텍스트 표기 등에선 반내림표를 소문자 d 등으로 표기할 수도 있다. 이와 마찬가지로, 3/2 내림표도 d♭ 혹은 db 등으로 표기할 수 있다.[출처 필요]
- 평균율이 아닌 다른 음률에서는 일반적으로 이명동음 및 이명동조 관계가 존재하지 않는다. 예를 들어 (물론, 12 평균율과도 달리) B♭𝄫과 A♭이 서로 구별된다.
- 확장된 순정률을 표기하기 위해 작곡가 벤 존스턴은 70.6센트 낮음을 나타낼 때 내림표를 사용했다.[5]

## 같이 보기
- 올림표
- 제자리표
- 조표
- 임시표

### 내용주
1. ↑  기타 자세한 사항은 조표 (음악) § 겹내림표와 겹올림표 문서 참고 바람.